# Districtul Bad Kreuznach
Districtul Bad Kreuznach este un district rural (Kreis) din landul Renania-Palatinat, Germania, având reședința în orașul Bad Kreuznach.